# Apocalymnia
Apocalymnia là một chi bướm đêm thuộc họ Noctuidae.